# Пакалн, Пётр Петрович
Пётр Петрович Пакалн (1886, Рига — 21 июня 1937, Москва) — начальник охраны Ленина и Сталина, капитан государственной безопасности (9 декабря 1935). Штатный палач ГПУ-ОГПУ СССР в 1922—1929 годах. Осужден к высшей мере наказания в «особом порядке». Реабилитирован посмертно.

## Биография
Родился в латышской семье почтальона. Получил лишь начальное образование. До Октябрьского вооруженного переворота работал на заводе «Фельзер» в Риге. В 1919 году вступил в РКП(б), и с того же года служил в органах ВЧК-ГПУ-НКВД; по рекомендации Якова Петерса был назначен в личную охрану Владимира Ленина. Старший (начальник группы) личной охраны Ленина в 1922—1924 годах, в период его болезни и разложения личности, пользовался полным доверием и расположением вождя, сопровождал его в прогулках по Горкам. «Скромный, трудолюбивый, лично дисциплинированный, он не пользовался отпуском, выходными днями, почти постоянно находился возле В. И. Ленина» (по воспоминаниям другого сотрудника охраны Карла Дунца). Возглавлял охрану Ленина до самой его смерти. Затем сотрудник службы охраны НКВД СССР, комиссар ОГПУ для особых поручений. Занимал пост начальника 1-го отделения отдела охраны руководителей партии и правительства Главного управления государственной безопасности НКВД СССР, соответственно был начальником охраны Иосифа Сталина.
В 1922—1929 годах также осуществлял контроль за приведением в исполнение смертных приговоров, неоднократно подписывал акты о расстрелах, лично принимал участие в казнях.
Проживал в Москве по адресу: улица Кропоткинская, дом 13, квартира 70.
13 мая 1937 года арестован. Внесен в Сталинский расстрельный «Список» от НКВД СССР (Л. Бельский) от 16 июня 1937 г. по 1-й категории («за» Сталин, Молотов, Ворошилов). Осуждён к ВМН в «особом порядке» 20 июня 1937 г. по обвинению «в участии в контрреволюционном заговоре правых в органах НКВД». Расстрелян на следующий день после оформления обвинительного приговора 21 июня 1937 г. в числе 11 осужденных сотрудников НКВД и ДмитрЛАГа. Место захоронения — «могила невостребованных прахов» № 1 крематория Донского кладбища. 6 июня 1956 г. посмертно реабилитирован определением Военной коллегии Верховного суда СССР. 1 декабря 1957 года семье назначена персональная пенсия.
Брат — Пакалн Альберт Петрович (1898—1938), уроженец города Венден Лифляндской губернии; член ВКП(б); служащий РККА, командир отдельного мотобронетанкового полка особого назначения МВО, полковник, кавалер ордена Ленина (16 августа 1936 г.). Арестован 4.2.1938 г. по обвинению в «участии в военно-фашистском заговоре в РККА». Внесен в Сталинский расстрельный список « Москва-центр» № 2 («бывш.военные работники») по 1-й категории («за» Сталин, Молотов). Осужден ВКВС СССР 26 августа 1938 г. Расстрелян в тот же день в числе большой группы фигурантов СРС. Место захоронения — спецобъект НКВД «Коммунарка». Реабилитирован посмертно 23 марта 1957 г. ВКВС СССР